# كاثرين مارتن
كاثرين مارتن (بالإنجليزية: Catherine Martin)‏ (من مواليد 26 يناير 1965) هي مصممة أزياء ومنتجة أسترالية.

## وصلات خارجية
- كاثرين مارتن على موقع IMDb (الإنجليزية)
- كاثرين مارتن على موقع ميوزك برينز (الإنجليزية)
- كاثرين مارتن على موقع قاعدة بيانات برودواي على الإنترنت (الإنجليزية)
- كاثرين مارتن على موقع قاعدة بيانات الأفلام السويدية (السويدية)
- كاثرين مارتن على موقع قاعدة بيانات الفيلم (الإنجليزية)

- الموفع الرسمي
- كاثرين مارتن في قاعدة بيانات الأفلام على الإنترنت.